# هولي سيز

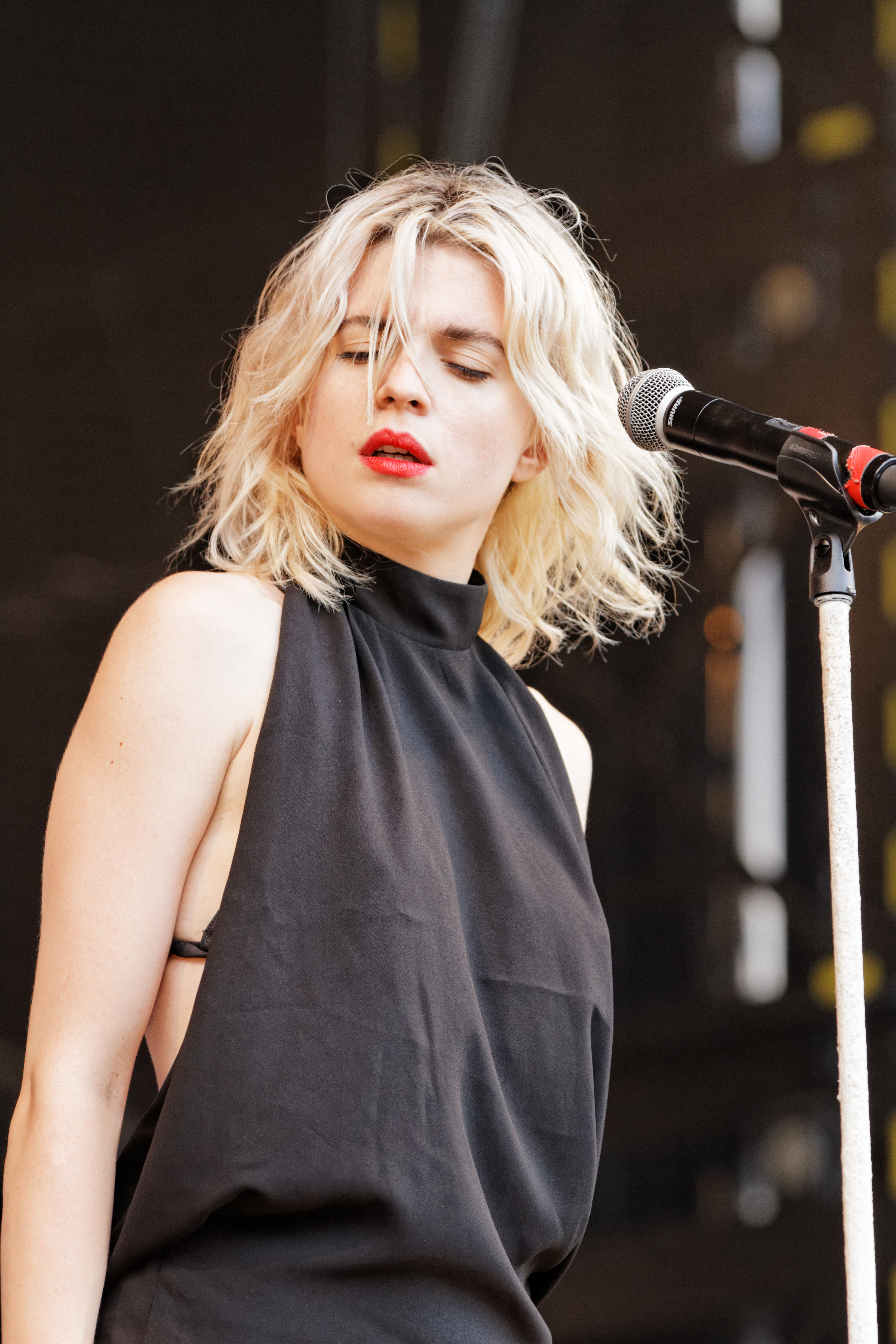

هولي سيز (بالفرنسية: HollySiz)‏ وإسمها الأصلي سيسيلي كروتشون (بالفرنسية: Cécile Crochon)‏ وهي ممثلة ومغنية فرنسية ولدت في يوم 25 يونيو 1982 في عاصمة فرنسا باريس . منذ 2002 ظهرت في عدة أفلام ومسرحيات وأغنيتها come back احتلت المرتبة العاشرة في فرنسا.

## روابط خارجية
- هولي سيز على موقع IMDb (الإنجليزية)
- هولي سيز على موقع قاعدة بيانات الأفلام العربية
- هولي سيز على موقع ألو سيني (الفرنسية)
- هولي سيز على موقع ميوزك برينز (الإنجليزية)
- هولي سيز على موقع ميوزك برينز (الإنجليزية)
- هولي سيز على موقع أول موفي (الإنجليزية)
- هولي سيز على موقع قاعدة بيانات الأفلام السويدية (السويدية)
- هولي سيز على موقع أول ميوزيك (الإنجليزية)
- هولي سيز على موقع ديسكوغز (الإنجليزية)
- هولي سيز على موقع ديسكوغز (الإنجليزية)